# Vlkov (České Budějovice-i járás)
Vlkov település Csehországban, a České Budějovice-i járásban. Vlkov Hluboká nad Vltavou, Hosín és Drahotěšice településekkel határos. Lakosainak száma 49 fő (2024. január 1.).

## Népesség
A település lakosságának változását az alábbi diagram mutatja:
| Lakosok száma | 126  | 126  | 141  | 87   | 43   | 24   | 31   | 41   | 43   | 49   |
|               | 1869 | 1890 | 1921 | 1950 | 1980 | 2001 | 2017 | 2019 | 2022 | 2024 |